# Ble
 For alternative betydninger, se Ble (flertydig). (Se også artikler, som begynder med Ble)
En ble er et absorberende materiale, hvis funktion det er at opfange urin og afføring - ofte udformet som underbukser. Bleer bruges af personer, som ikke selv kan kontrollere blære og afføring, typisk små børn, inkontinente voksne og større børn, der oplever sengevædning.
Det mest benyttede er engangsbleer fremstillet af tykt papir, men til spædbørn er tøjbleer et alternativ. Tøjbleer er normalt lavet af bomuld, men findes også i uld, bambus og hamp. Oprindeligt var tøjbleer et rektangulært tøjstykke som blev sat fast med en nål, men moderne tøjbleer findes i mange forskellige varianter, farver og mønstre. De sættes normalt fast med velcro eller trykknapper.
Mærker af bleer tæller bl.a. Bambo, Libero, Pampers og Huggies.